# Зоа и Фотинија
Зоа беше најпре развратница и кушатељка преподобног Мартинијана, па када виде овога испосника да скочи у огањ, да би убио у себи сваку пожуду, она се горко покаја, оде у један манастир у Витлејему где се као испосница и затворница јуначки подвизавала. Искајавши све грехе своје, она доби од Бога дар чудотворства.
Фотинију бура морска избаци на острво, на коме се Свети Мартинијан беше усамио. Мартинијан се одмах удаљи с острва, а Фотинија сконча ту у посту и молитви.
Српска православна црква слави их 13. фебруара по црквеном, а 26. фебруара по грегоријанском календару.